# مدثر العلمين
مدثر محمد آدم العلمين (12 سبتمبر 1985) لاعب كرة قدم سوداني مولود في السعودية في مركز الوسط .

## مسيرة اللاعب
لعب سابقاً في أندية أهلي الخرطوم والأهلي شندي و في السعودية في نادي الحزم ونادي الطائي ونادي القيصومة ونادي الوشم ونادي النهضة .